# Илија Вучетић
Илија Вучетић (Нови Сад, 25. јул 1844 — Будимпешта, 23. јул 1904) био је српски политичар, писац, адвокат и публициста.

## Биографија
Рођен је 25. јула 1844. године у Новом Саду, у занатлијској породици, од родитеља Јаше и Ане. Његов отац био је активан у оквиру занатског удружења и пружао му је подршку током одрастања. Основну школу је завршио у Новом Саду, а затим и цењене немачке у Варадину. Нижу гимназију похађа опет у Новом Саду, а школовање наставља у гимназији у Сегедину (пети и шести разред). Вишу гимназију или филозофију наставља у пештанској гимназији уз помоћ Текелијине стипендије. Исту завршава са одличним успехом. Правником постаје на пештанском универзитету 1869. године. До стицања доктората ради при градском магистрату у Новом Саду; прво је подбележник па од 1870. године велики бележник. Он и Миша Димитријевић су у градско чиновништво улили српски дух, па је Нови Сад важио за српску муниципију Докторирао је право у Бечу 1872. године.
Вучетић је тежио ка самосталношћу па је рано напустио магистрат родног града, да би отворио у Новом Саду угледну адвокатску канцеларију. Било је то 1873. године након што је положио адвокатски испит. Годинама је он био "фискал" тј. правни заступник Матице српске, Друштва за српско народно позориште, Задруге Срба занатлија и других градских патриотских организација и удружења. Од првог избора након напуштања бележничког звања, он је бирани члан - представник слободног краљевског града Новог Сада. Помагао је српски занатлијски покрет у Новом Саду као син занатлије. Илија је имао великог удела при стварању великог српског кредитног завода - "Централног кредитног завода". После смрти Милоша Димитријевића биран је за председника управе тог завода у Новом Саду. Успешно је водио финансијску институцију у сарадњи са управником Лазом Милошевим. Учествовао је у раду Матице српске за члан Књижевног одељења. У тешким данима по Матицу српску 1875. Вучетић је био члан управног одбора и њен правни бранилац. Супротстављао се успешно атацима мађарске владе која је покушавала да Матицу српску врати у Пешту. Носилац је српског Ордена Таковског реда.
Још из ђачког доба у Сегедину, он је активан учесник у српској дружини "Слога". Као њен "тајник" одржавао је редовне писане везе са другим српским гимназијским дружинама. У пештанској гимназији у српској "Преодници" он је у првим редовима и једно време председник. Био је у младим данима активан члан Уједињене омладине српске, а првој омладинској скупштини одржаној 1866. године у Новом Саду, биран је за перовођу поред Владана Ђорђевића. Док је студирао у Пешти био је бесплатни дописник српских листова, новосадске "Заставе" (од 1866) и либералног "Јединства" Стојана Бошковића у Кнежевини Србији. У младости се бавио радом на књижевном пољу. Превео је неколико приповедака и један роман. Превео је 1869. године са руског језика роман „Дим“ Ивана Сергејевича Тургењева и био у срдачној преписци с њим. Предговор за овај превод представља један од првих манифеста реалистичке школе у српској књижевности. Од осталих радова, од значаја је расправа "Омладинска заједница", биографија "Перо Коњевић народни добротвор" (1885) те збирку српских аутономних уредби.
Његове карактерне људске особине - тачност, вредноћа, поузданост и промишљеност обезбедиле су му успех у јавном и политичком животу. У политичком животу истакнути је члан јединствене српске Народне странке. Дуго времена један је од стубова Милетићеве Народне странке, а после њеног распада један од вођа Либералне странке. Заслужан је за покретање и одржавање континуитета страначког гласила "Браника". Писао је бројне чланке у том листу о српском народу и његовој црквеној аутономији. Био је велики говорник, са говорним наступима језгровитих садржаја и без тривијалности, као и добар полемичар. Највише је учествовао на српским црквено-народним саборима (1872—1897), за чијег посланика је биран пет пута. Он је 1872. године на Преображенском сабору био као најмлађи посланик - перовођа. Већ следеће 1873. године изабран је за члана бачке конзисторије. Упоредо је активан у новосадској црквеној општини и извесно време њен бирани подпредседник. Након смрти Стевана Брановачког 1880. године постаје председник црквене општине, све до 1886. На сабору одржаном 1885. године Вучетић је "коловођа" и доминира као подпредседник - тада највише достигнуће за једног световњака у црквено-народним пословима. На бачкој епархијској скупштини 1892. године биран је за подпредседника и члана административног одбора. Затим постаје и епитроп бачке дијецезе. На последњем избору за сабор у Карловцима изгубио је од радикалског кандидата. Тада се повлачи из политичког живота и формално.
Илија је умро 10/23. јула 1904. године у болници у Будимпешти, након неуспеле операције црева. Иза себе је оставио супругу Марију рођену Загорица и троје деце: Зору, Миливоја и Бранислава. Сахрањен је са великим почастима на Алмашком гробљу у Новом Саду.